# Купичев

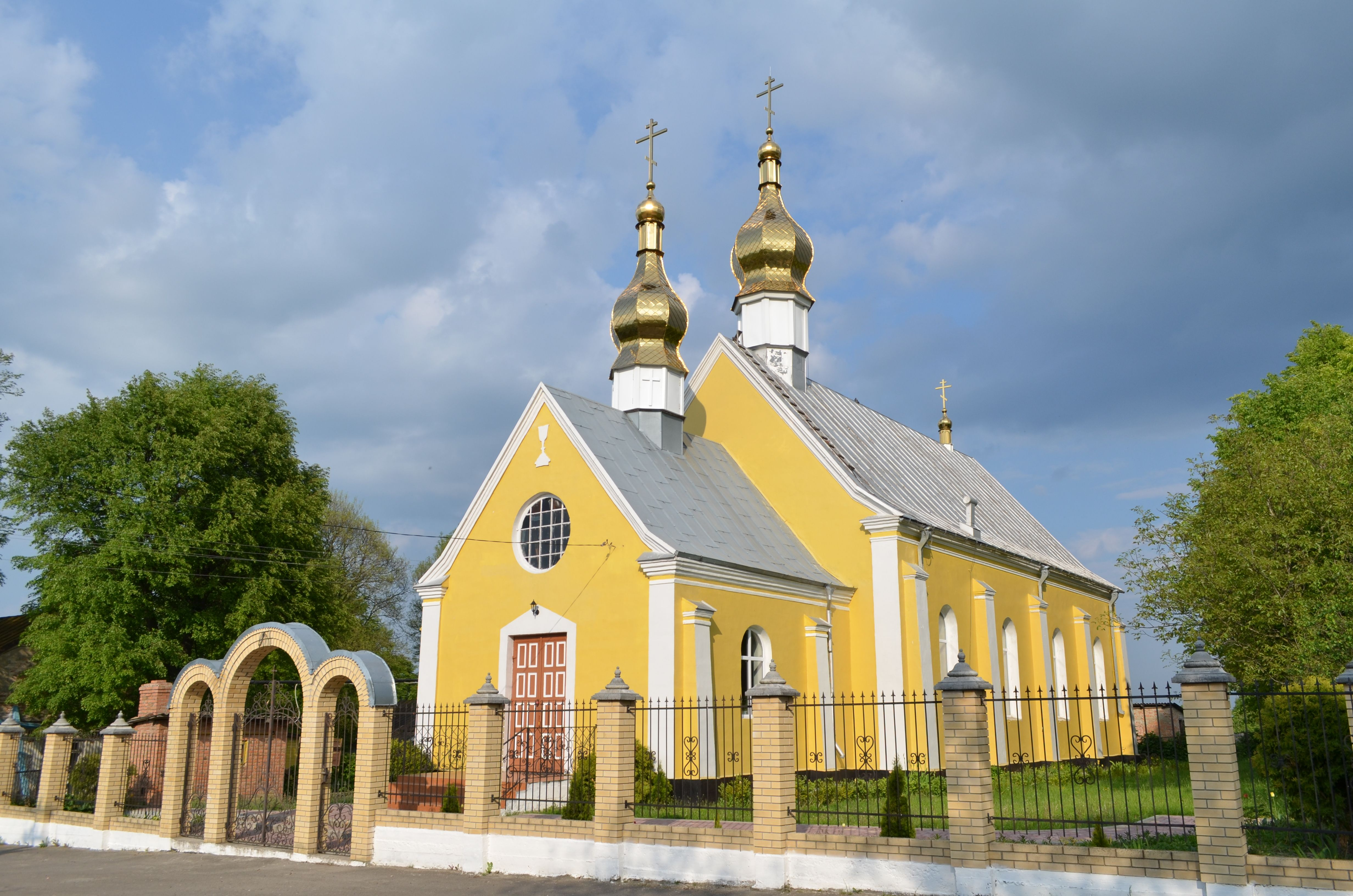
Православная Преображенская церковь

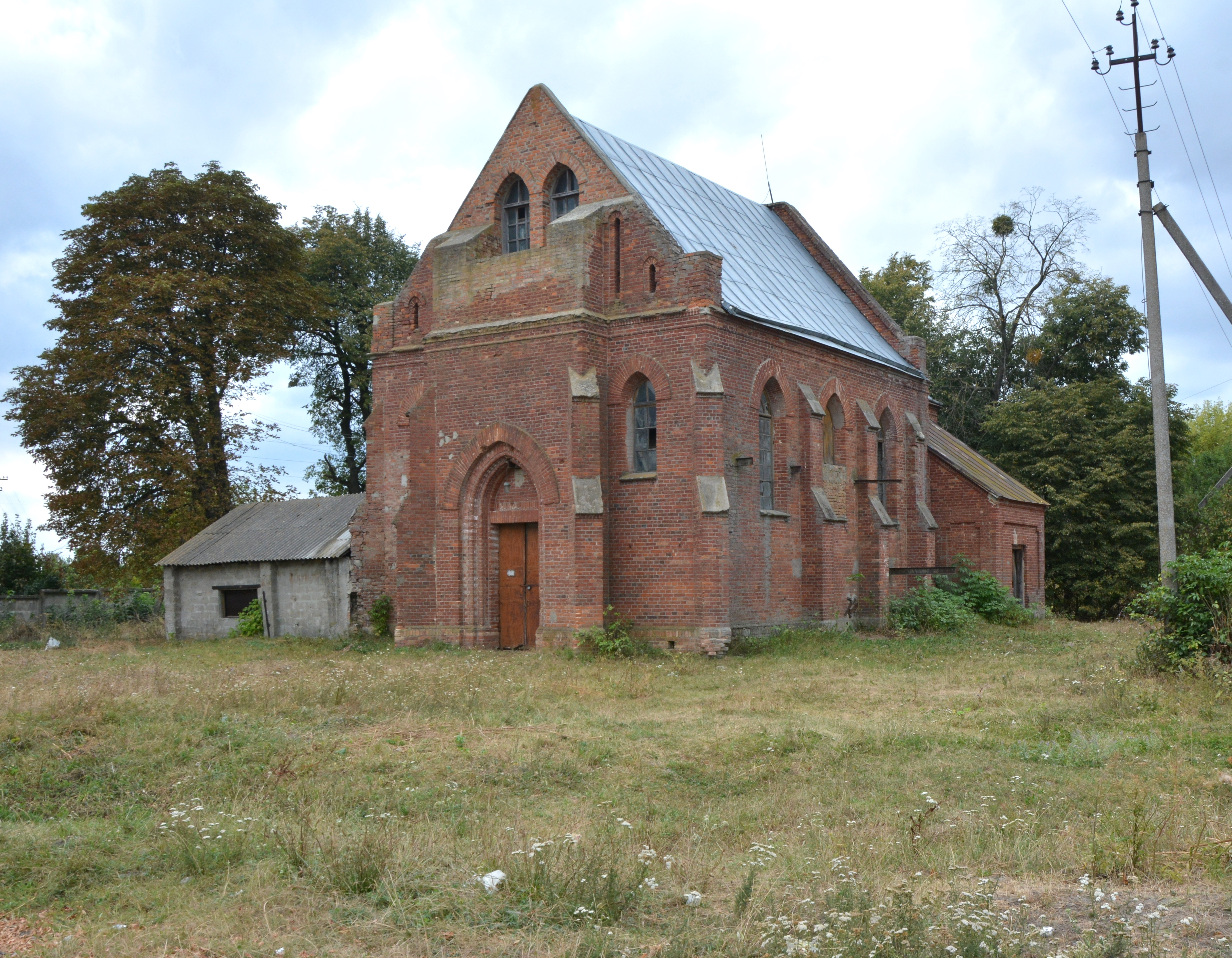
Костёл чешской общины Купичева

Ку́пичев (укр. Купичів) — село в Турийской поселковой общине Ковельского района Волынской области Украины.

## История
С 1921 до сентября 1939 года входило в состав Ковельского повята Волынского воеводства Польши, в 1936 году было выделено в отдельную административно-территориальную единицу. После вхождения Западной Украины в состав СССР, было включено в состав Волынской области УССР.
После начала Великой Отечественной войны оказалось на оккупированной территории СССР.
После начала уничтожения польского и неукраинского населения на Волыни, в ноябре 1943 года село было атаковано украинскими националистами, но отряд самообороны из жителей села отбил нападение.
Село было освобождено 14 апреля 1944 года в ходе наступления советских войск на Правобережной Украине.
До 2020 года входило в Турийский район.

## Персоналии
- Лев Кишка (1668—1728) — митрополит Киевский, Галицкий и всея Руси — предстоятель Униатской церкви (1714—1728).

## Современное состояние
Код КОАТУУ — 0725582201. Население по переписи 2001 года составляет 854 человека. Почтовый индекс — 44852. Телефонный код — 3363. Занимает площадь 2,565 км².